# Долгошей Тамара Сергіївна
Тамара Сергіївна Долгошей (біл. Тамара Сяргееўна Далгашэй; нар. 27 липня 1960, ст. Савичі, Брагінський район, Гомельська область) — білоруський лікар-кардіолог і політик, депутат Палати представників Національних зборів Республіки Білорусь VI скликання.

## Біографія
Закінчила Гродненський медичний інститут, лікар-кардіолог.
Пройшла шлях від лікаря-кардіолога Гомельського обласного кардіологічного диспансеру до головного лікаря закладу охорони здоров'я «Гродненський обласний клінічний кардіологічний центр».
Була членом Ради Республіки Національних зборів Республіки Білорусь п'ятого скликання.
З 2016 року депутат Палати представників Національного зборів Республіки Білорусь VI скликання.

## Нагороди
Нагороджена медаллю преподобної Євфросинії Полоцької, Почесною грамотою Національного зборів Республіки Білорусь, удостоєна звання «Відмінник охорони здоров'я Республіки Білорусь».